# Sentech Tower

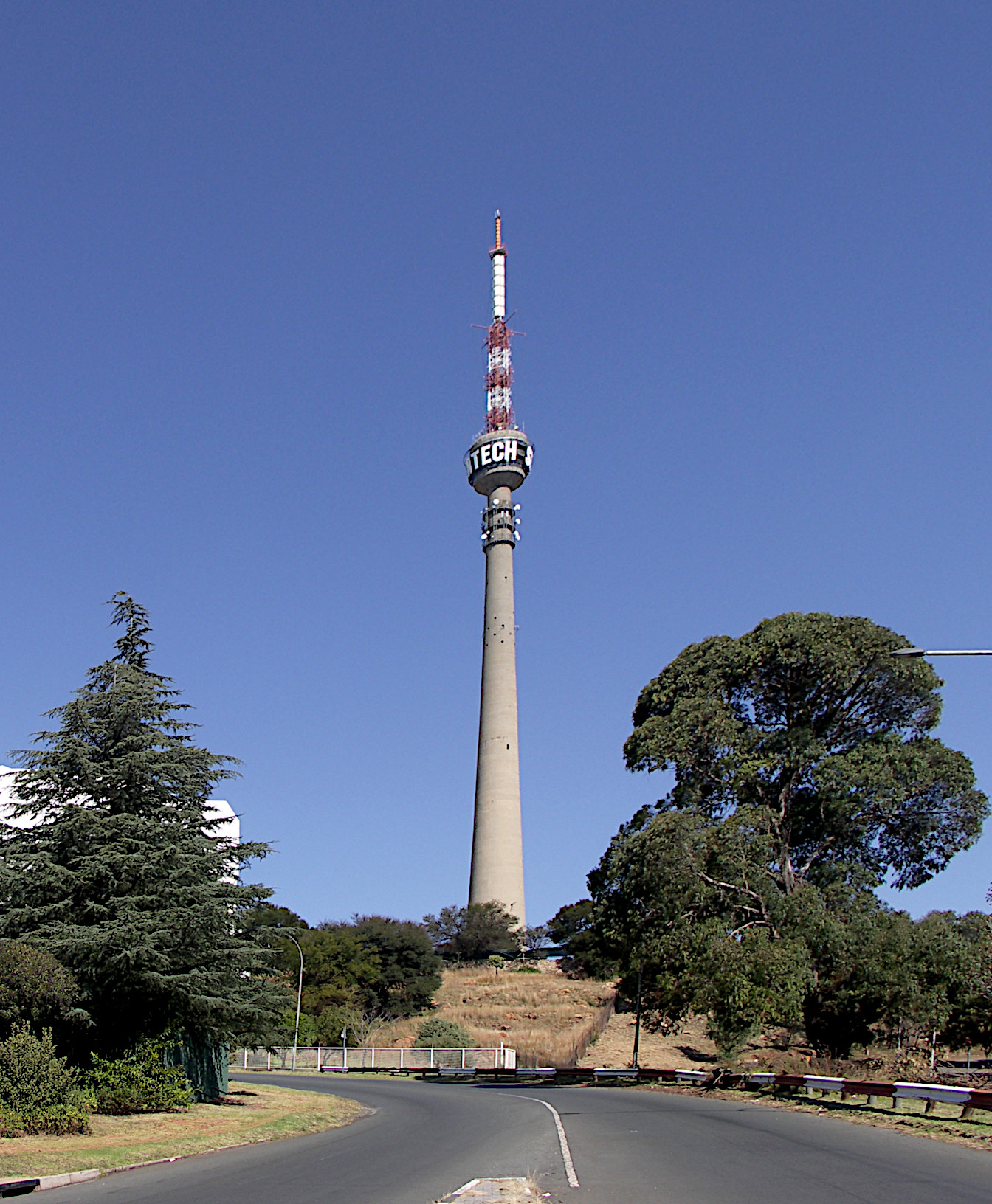
La tour Sentech à Brixton, Johannesbourg.

La Sentech Tower (en afrikaans Sentech Toring) est une tour de télécommunications située à Brixton, dans l'agglomération de Johannesbourg. Haute de près de 237 mètres, elle constitue l'un des repères majeurs du paysage urbain de la capitale du Gauteng. Elle fait écho à la Hillbrow Tower, seconde tour de télécommunications de la métropole sud-africaine, qui lui est postérieure de presque sept ans.
La construction de cette imposante structure de béton intervient à partir de 1961, sous la supervision du cabinet d'architectes Ove, Arup and Partners. Les travaux, confiés à l'entreprise Christiani and Nielsen SA, prennent fin un an plus tard (début 1962), mais l'édifice est suffisamment avancé pour que les premières transmissions de la radio sud-africaine puissent débuter le 22 décembre 1961.
Originellement baptisée Brixton, puis Albert Hertzog Tower (du nom d'Albert Hertzog, ministre des Télécommunications au sein du cabinet du Premier ministre Hendrik Verwoerd à l'époque de la construction de la tour), elle change de nom lors de l'acquisition de l'édifice par la société Sentech en 2001.
Monumentale structure de béton s'élevant à près de 237 mètres, elle est conçue pour résister à des vents de 186 kilomètres à l'heure. En 1982, une plateforme d'observation offrant des vues panoramiques sur la ville est ouverte au public, mais elle doit être rapidement fermée après des menaces de militants anti-apartheid, et ne sera jamais rouverte par la suite.
L'émetteur qui couronne la tour diffuse les émissions de dix-huit stations de radio et de sept chaînes de télévision, qu'elles soient publiques (chaînes de la South African Broadcasting Corporation) ou privées.